# Actinella arridens
Actinella arridens е вид охлюв от семейство Hygromiidae. Видът е критично застрашен от изчезване.

## Разпространение
Разпространен е в Португалия (Мадейра).